# Église Saint-Vincent de Saint-Vincent-du-Lorouër
L'église Saint-Vincent est une église située à Saint-Vincent-du-Lorouër, dans le département français de la Sarthe.

## Historique
Les parties basses de la nef et la tour-clocher datent de l'époque romane. L'église fut agrandie par l'adjonction d'un collatéral au XVIe siècle. Le lambris de la charpente fut refait en 1634. L'édifice est inscrit au titre des monuments historiques le 26 mars 1997.